# Берли Грифин (језеро)
Берли Грифин је вештачко језеро, које се налази у центру Канбере, главном граду Аустралије. Ископано је 1963, приликом градње бране, у центру града, на реци Молонго. Назив је добило по архитекти Волтеру Берлију Грифину који је био задужен за планско уређење града.
Језеро је по плану архитекте саграђено у самом срцу града. Данас се око језера налазе многе значајне институције као што су Национална галерија, Национални музеј, Национална библиотека, Врховни суд и парламент. На обали језера налазе се бројни паркови и травнате површине. Иако није забрањено, пливање у језеру је ретко. Водена површина је обично претрпана бројним пецарошима и једрењацима или једноставно људима у чамцима које покушавају да се опусте и забораве на брз градски живот.
Ток језера је регулисан дугим насипом, који има задатак да брани град од могућих поплава.

## Мостови
Обале Берли Грифина повезане су помоћу два моста који премошћавају Авенију Комонвелт дугу 310 m и Авенију Кингс дугу 270 m. Мостови су саграђени пре него што се језеро напунило водом. Испитивање земљишта, пре изградње трајало је од краја 1959. до почетка 1960. Оба моста омогућују несметани двосмерни саобраћај. Мост Авеније Комонвелт има по три траке у сваком смеру, док други, мост Авеније Кингс има по две траке у сваком смеру.

## Галерија
- Централни залив у чијој се близини налази споменик Џејмс Кука и Национална библиотека и Парламент
- Један од два језерских мостова
- Поглед на језеро са торња Телстра